# Aishite Iruka: Aisarete Iruka
 (avril 2025).
Motif : HC, quelles sources ?
- Archive Wikiwix
- Bing
- Cairn
- DuckDuckGo
- E. Universalis
- Gallica
- Google
- G. Books
- G. News
- G. Scholar
- Persée
- Qwant
- (zh) Baidu
- (ru) Yandex
- (wd) trouver des œuvres sur Wikidata

| 1. | Préciser le motif de la pose du bandeau. | Précisez le motif de la pose du bandeau en utilisant la syntaxe suivante : {{admissibilité à vérifier\|date=avril 2025\|motif=remplacez ce texte par le motif}}                                    |
| 2. | Informer les utilisateurs concernés.     | Pensez à avertir le créateur de l'article, par exemple, en insérant le code ci-dessous sur sa page de discussion : {{subst:avertissement admissibilité à vérifier\|Aishite Iruka: Aisarete Iruka}} |

Aishite Iruka: Aisarete Iruka (愛してイルカ ～愛されてイルカ～) est un jeu vidéo de simulation développé et édité par Starfish SD, sorti en 2010 sur DSiWare.

## Système de jeu
Le joueur doit élever et entraîner des dauphins pour en faire les vedettes de spectacles aquatiques sur une petite île en forme de dauphin.  Le principal objectif du joueur est de s’occuper de dauphins afin de renforcer leur lien avec eux et d’améliorer leurs performances lors des spectacles. Chaque dauphin possède une personnalité propre : certains sont sociables et apprennent rapidement, tandis que d’autres sont plus timides et demandent plus d’attention.
Le jeu propose un total de dix dauphins différents, chacun appartenant à une sous-espèce distincte, telles que le dauphin de Commerson ou le dauphin à flancs blancs du Pacifique. En plus de leurs capacités naturelles, comme la natation et le saut, les dauphins peuvent apprendre de nouvelles compétences, notamment la communication et des figures acrobatiques.